# 大谷育江
大谷育江（日语：／ Ōtani Ikue，1965年8月18日—），日本女性聲優。屬於Mausu Promotion藝能事務所。出生地為東京都。
代表作有《精靈寶可夢》（皮卡丘）、《名偵探柯南》（圓谷光彥）、《ONE PIECE》（多尼多尼·喬巴）、《Smile 光之美少女！》（糖糖）、《小魔女DoReMi》（小花）、《幻塔》（Mi-a）等。

## 人物
- 身高是150公分，體重38公斤。
- 優點是好奇心旺盛。
- 興趣是泡香草浴、讀書。
- 特技是英語的發音和日本舞蹈。
- 喜歡的顏色是白色、粉紅色、黑色。
- 主要是為少年、少女配音，在一個作品裡配一個以上的角色也是有的。
  - 在《深淵傳奇》中就分別配了伊恩（誠實）、新庫（憤怒）、芙蘿利安（純潔）三種個性不同的角色。
- 被說是演技聲音廣泛的其中一名聲優。
- 由於皮卡丘的聲音是全世界共通的，所以就算不知道「大谷育江」這個人名，只要一聽到是「皮卡丘的聲音」大家就知道了。
- 很不會記名字。
- 小學和國中的時候認為加入排球部可以長高，就入社了。
- 第六届（2011年度）声优奖Kid's Family赏的得奖者（キッズ・ファミリー賞）。[2]

## 代演情形
2006年1月，因為健康狀態不良而退出許多播出中節目（●為廣播劇）的錄音。以下為代理聲優的列表（注：只記載了正式公開的部分）：
- 伊倉一惠：ONE PIECE（多尼多尼·喬巴）
- 折笠愛：名偵探柯南（圓谷光彦）
- 半場友惠：精靈寶可夢超世代（魔尼尼）（皮卡丘則使用事先的錄音）
- 吉田小南美：魔法少年賈修（賈修）
- 興梠里美：幸運女神（長谷川空）
- 野田順子：少年陰陽師●（小怪）
- 興梠里美：劇場版 遙遠的時空中 舞一夜●（藤姬）
- 釘宮理惠、小林由美子：深淵傳奇●（伊昂、辛克）

這其中，《ONE PIECE》的多尼多尼·喬巴于2006年5月21日播放時，《名偵探柯南》的圓谷光彥於2006年5月15日錄音時回歸現場，而《精靈寶可夢超世代》也于2006年5月18日完成回歸。（關於其他節目的回歸時間則不明）
而其主演的作品《魔法少年賈修》則在吉田小南美的代演下迎來了最終回。另外，已經動畫化的《少年陰陽師》也未能參與其中，不能不說這是個非常遺憾的結果。
《深淵傳奇》中的伊昂和辛克，在2006年9月發售的廣播劇CD中是由釘宮理惠代演（因爲錄音時仍是休業期間）。而廣播劇CD全4卷都已決定由釘宮來演出，因而大谷也未能參與此作品。因爲大谷的演繹評價很高，所以很多愛好者對其結果都表示遺憾。此外，動畫版的伊昂和辛克則是由另一名聲優小林由美子代演。

## 演出作品

### 電視動畫
- 21衛門（蒙加）
- 幸運女神（長谷川空）
- 鬼神童子ZENKI（亞子）
- 原子小金剛（小蘭）
- 少年劍道王直角（綾乃）
- 機動戰艦（白鳥雪奈）
- 足球小將翼J（大川學）
- 你好 安妮 ～Before Green Gables（山姆·布朗）
- 最遊記RELOAD（星華）
- To Heart（雛山理緒）
- 空想科學世界（愛迪生）
- 爆走兄弟Let's & Go!!（鷹羽二郎丸）
- 咕嚕咕嚕魔法陣1994年版（劍精靈）
- 元氣小子（陳浩哲（流崎哲哉）-紅色元氣小子的弟弟、譚百合（小牧百合香））
- 我與我 兩個綠蒂（蜜莉亞）
- 遙遠時空 八葉抄（藤姬）
- 怪談餐館（小呪）
- 波波羅克洛伊斯物語（巴布）
- 彩虹小馬（蘋果花）

1986年
- 相聚一刻（寵物店店員 其他）
- 加油！吉塔斯（原清[3]）

1990年
- 三眼神童（摩亞、北齋）

1991年
- 櫻桃小丸子（小千）

1992年
- 蠟筆小新（少女、繪美、女大學生）
- 幽☆遊☆白書（マサル、夏子、佐藤風吹、修羅）
- 百變小姬子（野野原姬子、艾莉嘉）
- 南國少年奇小邪（虎太郎）

1993年
- 麵包超人（紙張人、文文、燒賣人、餃子君｛初代｝、哎呀王子、直升機｛初代｝、小熊男孩 其他）

1994年
- 哆啦A夢（不倒翁機器人、奇路奇路）
- 小小男子漢（阿實）

1995年
- 十二生肖爆烈戰士（ウサギ、泉水精靈）
- 櫻桃小丸子（村田夏美〈小夏－第1代〉）
- 哆啦A夢（小夫的表妹）
- 外星小毛球（柔亞）

1996年
- 酷妹當家（白鳥舞、小靜〈第2代〉）
- 聖天空戰記原:天空のEscaflowne（梅露露/メルル）
- 名偵探柯南（圓谷光彦、圓谷朝美、北川強史的女友）
- 鬼太郎四期（康太）
- 神劍闖江湖（時次）

1997年
- 金田一少年之事件簿（山根優歌、森下麗美）
- 精靈寶可夢系列（皮卡丘(以下略)、走路草、角金魚）
- 淘氣小樂樂(山田小樂樂)
- 酷妹當家（白鳥舞、小靜〈第2代〉）
- 學級王山崎（噗太郎）

1998年
- 抓狂一族（大澤木裕太、鈴木小福）
- 時空偵探（歐比爾）

1999年
- 星界的紋章（賽爾奈）
- 蠟筆小新（賽因）
- 哆啦A夢（搜查手）

2000年
- 星界的戰旗（賽爾奈）
- 學校有鬼
- ONE PIECE（多尼多尼·喬巴、童年時期的香吉士、美洛金、雀花、冒牌娜美（蕭可拉））※ 大谷育江在《ONE PIECE》中的配音除喬巴、童年時期的香吉士以外的人物，大多皆是以粗忽屋東京店的名義來稱呼

2001年
- 元氣五胞胎（橘子）
- 小魔女Doremi（小花、魔女夢露）

2002年
- 犬夜叉（紅龍）
- 火影忍者（猿飛木葉丸）

2003年
- （賈修·貝爾｛初代｝）
- 人生交叉點（年幼的野口）
- 妮嘉尋親記（莉塔·羅希）

2004年
- 神無月的巫女（早乙女真琴、宮子）
- 高橋留美子劇場（阿強）

2005年
- 雪之女王（瑪莉亞）

2006年
- 不公平抽籤（上石神井蓮子）

2008年
- RD 潛腦調查室（艾蜜莉）

2009年
- 地獄少女─三鼎（菊池海斗）
- 洋蔥和尚朝太郎（日语：ねぎぼうずのあさたろう）（白蘿蔔阿初）

2011年
- Keroro軍曹（テララ）
- 迷糊軟網社（春風春日）

2012年
- 黑魔女學園（要陸）
- Smile 光之美少女！（糖糖）
- 嘟嘟貓觀察日記（佐藤嘟嘟）
- 花牌情緣（立川梨理華）

2014年
- Hunter × Hunter 新作（「戌」綺多·約克夏）
- JOJO的奇妙冒險 星塵鬥士（Mannish Boy）
- 名侦探柯南 江户川柯南失踪事件 〜史上最糟糕的两天〜（圆谷光彦）

2015年
- 蠟筆小新（河童小祕密）
- ISUCA依絲卡（島津那巳）
- 血界戰線（亞馬古拉納夫·羅佐塔姆·烏普·里·那吉）
- 神奇寶貝XY（翔太）

2016年
- 魔法護士小麥R（熊美）
- 不愉快的妖怪庵（彌彥）
- 名侦探柯南 章节''ONE'' 缩小的名侦探（圆谷光彦）

2017年
- Pripara（獨角）

2018年
- 女神異聞錄5 動畫版（P5A）（摩爾加納[4]）
- 深夜！天才妙老爹（日语：深夜!天才バカボン）（年幼的爸爸）

2019年
- 寶可夢 旅途（皮丘→小智的皮卡丘）
- 多羅羅（妖怪小僧）

2021年
- 奇蛋物語 Wonder Egg Priority（灰芬、豆豆、祈拉拉）

2022年
- 舞動不止（村尾澤子）
- Love Live! Superstar!!第二季（櫻小路希奈子的媽媽）
- 名偵探柯南 犯人·犯澤先生（圓谷光彥）
- POP TEAM EPIC第二季（POP子〈第3話A段〉）
- JoJo的奇妙冒險 石之海（綠色嬰兒）
- 寶可夢 旅途 遙遠青空（小智的皮卡丘）

2023年
- 寶可夢 旅途 目標是寶可夢大師（小智的皮卡丘）
- 寶可夢 地平線（船長皮卡丘[5]、珊瑚）
- 凹凸魔女的親子日常（毒コアラ[6]）
- 元素方城市(克羅德)

2024年
- 凹凸魔女的親子日常（毒無尾熊）
- 噗妮露是可愛史萊姆（ルンルーン[7]）
- 樂天胖達！（樂天胖達[8]）

2025年
- 完美到難以接近的聖女遭到解除婚約後被賣到鄰國（[9]）
- 噗妮露是可愛史萊姆（第2期）（ルンル[10]）

### OVA
- 青山剛昌短篇集 （劍 道子）
- 魔法小護士小麥（瑪雅、國分寺麗香）
- GATE KEEPERS21（五十鈴綾音）
- 屍體派對（篠崎幸子）
- 爆笑吸血鬼 99（年幼的伊娜荷‧菲特曼波雷）

2025年
- 黃金神威（銀喉長尾山雀[11]）※外傳小說Blu-ray同捆版收錄

### 劇場版動畫
- 精靈寶可夢劇場版系列（皮卡丘）
- 小魔女Doremi ♯（小花）
- Keroro軍曹（Terara）
- 名偵探柯南電影系列（除偵探們的鎮魂歌）（圓谷光彥）
- ONE PIECE系列（喬巴）
- Heartcatch 光之美少女：超級時尚秀在花之都…真的嗎！？（奧利維）
- 金田一少年之事件簿（加奈井理央）（「歌劇院新殺人事件」）
- 大雄的月球探測記 (阿魯)

2023年
- 閣樓的拉傑（ドロン[12]）

### 網路動畫
2021年
- 實況野球 威力高中篇（矢部明雄）
- 夢想的花蕾（皮卡丘）

2024年
- 火辣浪漫 熱辣娃傳說（皮卡丘[13]）

2025年
- 新星GALVERSE（爛々[14]）

### 遊戲
- 遙遠時空（藤姬）
  - 遙遠時空2（紫公主.藤原深苑）
  - 遙遠時空3（龍神白龍）
  - 遙遠時空3-十六夜記（白龍 成長前）
- 深淵傳奇（伊昂、辛克）
- STELLAR ASSAULT SS（玛利亚）
- 柏青哥性感反應(パチンコセクシーリアクション)（君島唯華）
- 莎木II（薫芳梅）
- 天诛系列（菊姬）
- 心跳回憶 Girl's Side（須藤瑞希）
- 洛克人DASH(彭‧彭恩 ボン‧ボーン)
- 魔塔大陸 3 終結世界的少女詩歌（ミュート）
- 多羅羅（多羅羅）
- 王国之心II（比比・奥尔尼迪亚）
- 屍體派對（篠崎幸子）
  - [PSP] Corpse Party - BloodCovered：…Repeated Fear
  - [PSP] Corpse Party - Book of Shadows
  - [PSP] Corpse Party - Hysteric Birthday 2U
  - [PSV] Corpse Party - Blood Ddive
  - [3DS] Corpse Party - BloodCovered：…Repeated Fear
- 英雄聯盟（提摩）[15]
- 女神異聞錄5（摩爾加納(モルガナ)）
- 精靈寶可夢系列（皮卡丘）
  - 精靈寶可夢 皮卡丘
  - 精靈寶可夢 X·Y
  - 精靈寶可夢 終極紅寶石·始源藍寶石
  - 精靈寶可夢GO
  - 精靈寶可夢 太陽·月亮
  - 精靈寶可夢 究極之日·究極之月
  - 名偵探皮卡丘
  - 精靈寶可夢 Let's Go！皮卡丘·Let's Go！伊布
- 任天堂明星大亂鬥系列（皮卡丘、角金魚、寶石海星）
  - 任天堂明星大亂鬥 特別版（琪姬、摩爾加納）
- 白貓Project（ナナホシ）
- 奇迹暖暖日本版（大喵）
- 暖暖环游世界日语配音（大喵）
- 陰陽師（小白）
- 聖火降魔錄 英雄雲集（琪姬）
- 卡拉邦（嘉歐）
- 最終幻想 紛爭 Opera Omnia（比比・奥尔尼迪亚）
- Sdorica 萬象物語（瑪莉亞）
- 第七史詩（雷歐）
- 東京放課後召喚師（凱特西 ケットシー）
- 忍者必須死（熊貓小白）
- 薑餅人王國（鬆餅餅乾）
- 心淵夢境（伊芙）
- 明日方舟 (余)

### 電影
- POKÉMON 名偵探皮卡丘（皮卡丘的叫聲）

### 廣播劇CD
- 櫻蘭高校男公關部（埴之塚 光邦）

### 外語配音

#### 電影
- 海豚的故事（英语：Flipper (1996 film)）（金）
- 萊西大冒險（日语：名犬ラッシーの大冒険）（提米·馬丁〈喬恩·普羅沃斯特（英语：Jon Provost）〉）※NHK-BS2版。
- 蕾蒙娜和姐姐（英语：Ramona and Beezus）（蕾蒙娜〈喬伊·金〉）
- 致命突擊隊（安妮··歐米拉〈凱利·辛格〉）※日本電視台版。
- 烈火終結令（英语：The Fan (1996 film)）（瑞奇·雷納德〈安德魯·J·費奇蘭（英语：Andrew J. Ferchland）〉）※影碟版。
- 神鬼傳奇2（艾力克斯·歐康諾〈佛瑞迪·鮑斯（英语：Freddie Boath）〉）※朝日電視台版。
- 叔叔當家（英语：Uncle Buck）（邁爾斯·拉塞爾〈麥考利·克金〉）※VOD版。

#### 電視影集
- 親情紐帶（車庫拍賣顧客〈艾倫·布魯門菲爾德〉）
- ONE PIECE（幼年香吉士）
- 原野飆龍 (第1季)（英语：The Young Riders）（約瑟夫）

#### 動畫
- 大耳查布（大耳查布）
- 大力士（英语：Hercules (1998 TV series)）（歐芙洛緒涅）
- 尖叫旅社系列（丹尼斯）
  - 尖叫旅社2
  - 尖叫旅社3：怪獸假期[16]
  - 尖叫旅社：變形怪獸[17]

### 電視劇
- 名偵探柯南：致工藤新一的挑戰書 離別前的序章（2006年）－圓谷光彥的聲音
- 小圓今年26歲，是一名實習醫生！（2025年）－Q太的聲音

### 真人電影
- 愛與和平大作戰（日语：ラブ&ピース (映画)）（2015年）－烏龜的聲音（ピカドン）

## 腳註

## 外部連結
- 事務所公開簡歷 （页面存档备份，存于）（日語）
- （日語）
- （日語） 大谷育江的聲優道，2013年9月11日公開。
- （繁體中文） 大谷育江的聲優道，完整中文翻譯。 （页面存档备份，存于），2013年12月27日最後查閱。